# Julien Merceron
Julien Merceron est un directeur technique de jeux vidéo français né en 1970. 
Originaire de Paris, il a été directeur des technologies chez Ubisoft,.
En 2006, il rejoint Eidos Interactive, où il travaille notamment sur Tomb Raider: Underworld et Deus Ex: Human Revolution,. Deux ans plus tard, Eidos est absorbé par Square Enix, qui lui confie la supervision du développement du Luminous Engine (en) au Japon,,.
De 2013 à 2015, il devient directeur des technologies chez Konami où il supervise la création du Fox Engine,,.
En 2015, il rejoint Bandai Namco Entertainment.